# Your Latest Trick
Your Latest Trick è un brano musicale dei Dire Straits, scritto dal chitarrista e cantante Mark Knopfler, pubblicato nell'album Brothers in Arms del 1985 e poi come singolo l'anno successivo.
Nel 1993 è stato ripubblicato in Francia per promuovere l'album dal vivo On the Night.

## Il brano
Il brano racconta di un appuntamento con una donna finito male ed è celebre per la linea di sax tenore iniziale, eseguita dal grande saxofonista americano Michael Brecker. 
Come altre canzoni scritte da Knopfler, Your Latest Trick assomiglia alla ballad tipica della letteratura inglese. In questo recupero della tradizione letteraria Knopfler si è ispirato a Bob Dylan, il suo mito di gioventù. Ecco alcune delle caratteristiche che rendono questo brano simile a una ballad:
- la canzone riporta un dialogo immaginario tra due personaggi;
- presenta una struttura metrica regolare;
- è in rima (in questo caso rima alternata);
- è caratterizzata da ripetizioni e dalla presenza di un ritornello;
- è ricca di assonanze e allitterazioni.

Nella versione originale su vinile 33 giri, non c'è l'introduzione con la tromba di Randy Brecker.

## Classifiche
| Classifica (1986)  | Posizione massima |
| ------------------ | ----------------- |
| Irlanda            | 6                 |
| Nuova Zelanda      | 47                |
| Regno Unito        | 26                |
| Classifica (1993)1 | Posizione massima |
| Francia            | 1                 |

1 EP Your Latest Trick/Encores